# Юферев, Николай Аркадьевич
Николай Аркадьевич Юферев (род. 1957) — советский биатлонист, двукратный призёр чемпионатов СССР в гонке патрулей. Мастер спорта СССР (1980).

## Биография
Представлял спортивный клуб «Прогресс» и город Глазов. На всесоюзных соревнованиях представлял спортивное общество «Профсоюзы» (ЦС ФИС). Воспитанник тренера Александра Семёновича Булдакова.
Победитель всесоюзного первенства ЦС ФИС 1979 года в эстафете в составе клуба «Прогресс». На этих же соревнованиях в 1980 году стал победителем в индивидуальной гонке и вторым в эстафете. В сентябре 1980 года победил в эстафете на всесоюзных соревнованиях своего спортивного общества по летнему биатлону. В дальнейшем неоднократно был призёром зимних и летних соревнований ЦС ФИС.
Бронзовый призёр чемпионата РСФСР 1980 года в эстафете в составе сборной Удмуртской АССР. Становился чемпионом Удмуртской СССР по летнему биатлону в эстафете (1982). Двукратный победитель всесоюзных соревнований по биатлону на приз лётчиков-космонавтов П. Беляева и А. Леонова в спринте и индивидуальной гонке (Пермь, 1982). На всесоюзном первенстве ДСО «Профсоюзы» в 1983 году стал вторым в индивидуальной гонке и третьим в эстафете.
На чемпионате СССР 1982 года завоевал серебряные медали в гонке патрулей в составе сборной ЦС ФИС (команда выступала как общество «Труд»). В 1983 году на чемпионате СССР занял восьмое место в спринте. В декабре 1984 года стал бронзовым призёром чемпионата СССР в гонке патрулей в составе команды ЦС ФИС, гонка проводилась в рамках соревнований «Ижевская винтовка» и шла в зачёт предыдущего сезона.
В 1985 году стал победителем зимней спартакиады народов РСФСР в эстафете в составе сборной Удмуртии.
Завершил спортивную карьеру в 1985 году. Живёт в Глазове, работает на Чепецком механическом заводе. Принимает участие в соревнованиях ветеранов по лыжным гонкам и биатлону.